# 茨城町立青葉中学校
茨城町立青葉中学校（いばらきちょうりつあおばちゅうがっこう）は、茨城県東茨城郡茨城町奥谷にある公立中学校。通称「青葉中」（あおばちゅう）。

## 概要

### 教育目標
- 豊かな心をもち、知性に富み、正しく判断し、人のために尽くす生徒の育成

### 校訓
- 自律 友愛 貢献

## 沿革
- 2011年（平成23年）3月 - 茨城町小中学校再編計画により、桜丘中学校と梅香中学校の統合を決定。
- 2012年（平成24年）12月13日 - 茨城町議会において名称が正式決定。
- 2013年（平成25年）4月18日 - 制服及びジャージのデザインが決定。
- 2013年（平成25年）11月15日 - 校歌歌詞、校歌曲、校章、校旗が決定。
- 2013年（平成25年）12月25日 - 校舎竣工。
- 2014年（平成26年）4月1日 - 開校。
- 2014年（平成26年）10月30日 - 茨城県新人体育大会剣道競技男子団体優勝。
- 2016年（平成28年）8月10日 - 新規パソコン導入。
- 2016年（平成28年）10月27日 - 茨城県新人体育大会剣道競技男子団体優勝。
- 2016年（平成28年）11月14日 - 租税教室推進校として国税庁長官賞を受賞。
- 2016年（平成28年）12月13日 - 租税教育の推進が認められ県知事賞を受賞。
- 2017年（平成29年）5月28日 - 東日本ジュニア総合空手選手権大会優勝。
- 2017年（平成29年）7月22日 - 茨城県新人体育大会剣道競技男子団体優勝。
- 2020年（令和2年） - マスコットキャラクター「かおるくん・さくらちゃん」決定。
- 2020年（令和2年）10月28日 - 県中学校新人体育大会卓球大会女子個人優勝。
- 2022年（令和4年） - 学校情報化優良校認定。
- 2023年（令和5年）8月9日 - 第48回関東剣道大会女子団体優勝。

## 施設
- 校舎
- 体育館
- グラウンド
- テニスコート
- 武道館
- プール
- ピロティ
- 駐車場
- 駐輪場

## 学校行事
- 4月 - 始業式、入学式、新入生歓迎会
- 5月 - 生徒総会、体育祭、自然体験学習
- 6月 - 修学旅行、校外学習、総合体育大会
- 9月 - 新人体育大会
- 10月 - 終業式、始業式、文化祭（青葉祭）
- 1月 - 新入生保護者説明会
- 3月 - 3年生を送る会、卒業式、修了式、離任式

## 部活動
- サッカー部
- バスケ部（男子・女子）
- 剣道部（男子・女子）
- ソフトテニス部（男子・女子）
- 吹奏楽部
- 美術部
- バレーボール部（男子・女子）
- 陸上部（臨時部）
- 柔道部（臨時部）
- 水泳部（臨時部）